# Фишман, Давид Абрамович
Дави́д Абра́мович Фи́шман (21 февраля 1917 года, Тетиев, Киевская губерния, Российская империя — 3 января 1991 года) — советский физик-ядерщик, доктор технических наук, профессор. Герой Социалистического Труда (1962), лауреат Государственной премии СССР, Ленинской и двух Сталинских премий, заслуженный деятель науки и техники РСФСР (1986)

## Биография
Родился в Тетиеве (ныне Киевская область, Украина) в семье железнодорожного служащего.
Работал слесарем-инструментальщиком в оружейно-механических мастерских ГПУ в Киеве. В 1934 году поступил на 3-й курс Харьковского индустриального рабфака. После окончания рабфака поступил в Киевский индустриальный институт. В 1938 году перешёл в Ленинградский политехнический институт. В январе 1941 года с отличием окончил институт по специальности «инженер-механик». По выпуску был направлен на Кировский завод в Ленинград инженером-конструктором.
В начале Великой Отечественной войны дизельное производство Кировского завода было эвакуировано в Свердловск. Там Фишман был назначен на должность руководителя конструкторской группы на заводе № 76. В 1945 году стал заместителем начальника группы на заводе № 100 в Челябинске.
После окончания войны вернулся в Ленинград. С августа 1948 года — в КБ-11 при Лаборатории № 2 АН СССР в Арзамасе-16. Последовательно занимал должности старшего инженера-конструктора, руководителя группы, начальника отдела, заместителя начальника сектора, начальника сектора, первого заместителя главного конструктора ВНИИЭФ. Участвовал в испытаниях первой советской атомной бомбы в 1949 году.
В 1958 году защитил кандидатскую диссертацию, в 1963 году — докторскую. Профессор с 1978 года.
Указом Президиума Верховного Совета СССР от 7 марта 1962 года за большие заслуги в развитии советской науки Фишману Давиду Абрамовичу было присвоено звание Героя Социалистического Труда.
Долгое время был председателем Межведомственной комиссии по надёжности Министерства среднего машиностроения и Министерства обороны СССР, входил в научно-технический совета Министерства среднего машиностроения СССР.
Умер 3 января 1991 года. Похоронен в городе Сарове.

## Награды и звания
- два ордена Ленина (1956, 1962)
- орден Октябрьской Революции (1971)
- два ордена Трудового Красного Знамени (1951, 1954)
- Ленинская премия (1959)
- Государственная премия СССР (1976)
- Сталинская премия второй степени (1951) — за участие в разработке центральной части изделия РДС
- Сталинская премия второй степени (1953) — за разработку конструкции основных узлов изделий РДС-6с, РДС-4 и РДС-5
- заслуженный деятель науки и техники РСФСР (1986)
- Почётный гражданин Сарова (1982)[2]